# Danilo Cezar
Danilo Cezar Bispo dos Santos Marcelino, mais conhecido como Danilo Cezar (Vitória, 25 de dezembro de 1987) é um intérprete de samba-enredo e compositor brasileiro. Atualmente defende a Novo Império e a Acadêmicos de Vigário Geral.

## Carreira
Nascido em Vitória, músico formado e oriundo da família fundadora da escola de samba Novo Império (escola de samba de Vitória), sempre esteve conectado ao samba, porém sua família evitava participar de eventos da escola, mas Danilo, curioso, eventualmente se tornou diretor de harmonia aos 13 anos de idade. O jovem cantava em uma igreja local quando foi visto por dirigentes da Novo Império, que o convidaram para ser intérprete de apoio da escola, onde ficou até 2008, quando se desligou.
O cantor relata que depois disso cantava em competições de escolha de samba nas escolas de Vitória quando foi convidado para ser intérprete oficial da Rosas de Ouro da Serra em 2009, participou de um desfile, mas acabou desistindo da ideia de ser intérprete oficial por motivos pessoais.
Ainda em 2009, a presidente de honra da Pega no Samba, o convidou para ser intérprete oficial, pensou e depois de algumas conversas, o mesmo aceitou. Defendeu o Pega no Samba até 2015, quando se transferiu novamente para a Novo Império. A escola tinha acabado de perder seus grandes intérpretes Tim e Lolo, que estavam defendendo a escola por mais de 6 anos. No mesmo ano, organizou show no Theatro Carlos Gomes com outros nomes do samba capixaba. Pela Pega no Samba, garantiu um campeonato em 2016, ajudando a agremiação a retornar ao Grupo Especial.
Em junho de 2022, foi anunciado como intérprete da Acadêmicos do Sossego, escola de samba da Série Ouro do Rio de Janeiro. Porém, em novembro, acaba se transferindo para a Acadêmicos de Niterói, após a Sossego ceder seus direitos de desfile para a novata agremiação. Permanece no carnaval carioca, se transferindo para a Acadêmicos de Vigário Geral.
Em 2023, Danilo é anunciado como intérprete oficial da Unidos de Jucutuquara, onde garantiu o vice-campeonato com escola, e foi renovado para 2024.  Com a troca de presidentes na agremiação, Danilo se transfere para a Novo Império, onde cantará em 2025.

## Premiações
- Troféu Gato de Prata

1. 2024 Revelação Série Ouro do Carnaval Carioca.[20][21]

- Troféu Tupi Carnaval Total

1. 2024 - Melhor intérprete (Acadêmicos de Vigário Geral) [22]

## Honrarias
2010 - Homenagem da Assembleia Legislativa do Espírito Santo, por sua atuação como intérprete oficial da agremiação Pega no Samba.

2013 - Comenda Edmilson Caroço da Câmara Municipal de Vitória, Espirito Santo, pelos serviços prestados a cultura.